# Lupparia eximia
Lupparia eximia är en kackerlacksart som beskrevs av Bei-Bienko 1970. Lupparia eximia ingår i släktet Lupparia och familjen småkackerlackor.
Artens utbredningsområde är Vietnam. Inga underarter finns listade i Catalogue of Life.